# Laura Badita
Laura Badita (ur. 12 grudnia 1980) – rumuńska judoczka. Startowała w Pucharze Świata w latach 1999-2001. Druga w drużynie na mistrzostwach Europy w 2000. Mistrzyni Rumuni w 1999 roku.